# Menino Deus (Bagé)
O bairro Menino Deus é um bairro da cidade de Bagé, cidade do Rio Grande do Sul, Brasil.
Faz divisa com o centro da cidade e localiza-se na região oeste do perímetro urbano de Bagé.

## Histórico
O bairro Menino Deus organizou-se em torno da então chamada Praça das Carretas. O nome tem relação com as antigas carretas (espécie de carroça), que chegavam em grande número ao local, no início do Século XX, e que transportavam gêneros de outros municípios e localidades para abastecer o comércio e a população de Bagé. Os moradores e comerciantes se dirigiam até à praça e ali mesmo realizavam as transações comerciais. Após a ocorrência do assassinato do governador da Paraíba, João Pessoa (companheiro de chapa de Getúlio Vargas nas eleições de 1930), a Praça das Carretas passou a chamar-se, oficialmente, de Praça João Pessoa. Mas apesar da alcunha oficial, a população da cidade ainda se refere ao logradouro como "Praça das Carretas". 
A praça é cercaneada pelas ruas: Sen. Salgado Filho (ao sul), Rua 18 de maio(ao leste), Rua Tiradentes (oeste) e Rua Monsenhor Constabile Hipólito (ao norte). Atualmente a praça conta com um boa estrutura de lazer, possuindo um parquinho infantil, uma escola primária (Escola Municipal Marquês de Tamandaré) e um CTG, além de espaço para caminhadas e área verde.
O bairro Menino Deus é um dos bairros mais antigos de Bagé.

## Características atuais
O bairro Menino Deus continua sendo um bairro residencial, mas assim como era na origem, ainda possui um comércio movimentado, contando com vários estabelecimentos comerciais como supermercados, farmácias, padarias entre outras diversas atividades. O bairro conta com boa infra-estrutura, faz divisa com o bairro Floresta, ao oeste, e Centro e bairro São José, ao leste.

## Pontos de referência
Áreas verdes
- Praça João Pessoa (Praça das Carretas)
- Praça "do Bradesco"

Ruas e avenidas principais
- Av. Líbio Vinhas
- Av. Salgado Filho
- Rua Juvêncio Lemos
- Rua Bagé
- Rua Monsenhor Constabile Hipólito

Educação
- Colégio Presidente Emílio Garrastazu Médici (Fundação Bradesco)
- Escola Municipal de Ensino Fundamental Téo Vaz Obino
- Escola Municipal de Educação Infantil Dr. Penna
- Escola Municipal de Educação Infantil Nossa Senhora do Carmo

Esporte e lazer
- Estádio Pedra Moura, pertencente ao Grêmio Esportivo Bagé .
- Padel e Squash - Clínica Paulo Alves [6]

Outros
- Igreja Nossa Senhora do Carmo.